# Hyposidra nubilosa
Hyposidra nubilosa är en fjärilsart som beskrevs av W. Warren 1896. Hyposidra nubilosa ingår i släktet Hyposidra och familjen mätare. Inga underarter finns listade i Catalogue of Life.